# Мария Джолева
Мария Николова Джолева (на гръцки: Μαρία Τζόλα) e гръцка революционерка, деятелка на Гръцката въоръжена пропаганда.

## Биография
Родена е във воденското село Почеп в семейството на Никола Бойчев (Νικόλαος Μπόιτσης). Жени се за Лазар Джолев от Горничево, виден гъркоманин и деец на гръцката въоръжена пропаганда. Сътрудничи на съпруга си и на капитан Спирос Спиромилиос (Буас). Подпомогната от дъщерите си София и Елисавета, доставя провизии и информация на андартските чети. В дома ѝ отсядат или се укриват гръцки андартски четници.
Джолева, известна като Баба Муша (Μπάμπα-Μούσια) обикаля районите на Техово, Нисия, Кронцелево, Месимер и Под и поддържа гъркоманските организации. Когато на 7 юни 1907 година Иван Златанов и Георги Касапчето залавят и обесват гръцкия капитан Телос Аграс и куриера му Андон Минга, Джолева се осмелява да прибере телата и да ги погребе в църквата „Свети Димитър“ във Владово с помощта на Мария Бакърчева (Μαρία Μπακίρτση) и Мария Паскова (Μαρία Πάσχου). Поетът Д. Аманатидис им посвещава стихотворение.